# Józef Wieniawski
Józef Wieniawski (født 23. maj 1837 i Lublin, Polen - død 11. november 1912 i Bruxelles, Belgien) var en polsk komponist, pianist, dirigent og lærer.
Wieniawski studerede klaver og komposition på Musikkonservatoriet i Paris (1847-1850), herefter studerede han klaver videre på et stipendium i Weimar hos Franz Liszt i (1855). Han studerede så musikteori i Berlin (1856-1858). Wieniawski har skrevet en symfoni, orkesterværker, kammermusik, koncertmusik, sonater, etuder og klaverstykker etc. Han var udøvende koncertpianist fra (1853-1853). Wieniawski underviste som klaverlærer på Musikkonservatoriet i Moskva (1866-1902), for herefter at undervise som lærer i klaver og komposition på Musikkonservatoriet i Bruxelles fra (1902), hvor han slog sig ned til sin død i (1912). Han var personligt venner med Gioachino Rossini, Richard Wagner, Hector Berlioz og Charles Gounod. 

## Udvalgte værker
- Symfoni (i D-dur) - for orkester
- Klaverkoncert - for klaver og orkester
- Guillame le Taciture (Overture) - for orkester
- Fantasi "À Monsieur" - for 2 klaverer